# 虞仲
虞仲（?—?），西周时期虞国的开国国君。姬姓，吴国君主叔达的儿子。周武王灭商朝后，找寻伯祖父太伯、仲雍的后代，得知虞仲的哥哥周章已为吴君，就封虞仲为虞国的国君，建邑夏虚（今山西平陆）。